# Златиборска чајанка
Златиборска чајанка је једно од предјела, са јеловника Планински доручак, потеклог из златиборског краја, од аутохтоних специјалитета — говеђе и свињске златиборске пршуте, која се не једе да се човек засити, већ се мези полако и не много у комбинацији са тврдим белим сиром, (по могућству пуномасним златарским или сјеничким сиром), ужичким кајмаком, сланином, суџуком и дуван чварцима.

## Историја
Златиборска чајанка потекла је из западне Србије, тачније из Чајетине и околних села на Златибору, простору на коме се од давнина гајила љубав према производњи и употреби добре домаће хране, и обилном доручку или ручку пре и у току напорних пољопривредних радова. Тако је настао и овај гастрономски специјалитет, који се временом претворио у предјело, које је у другој половини 20. века овладало многим просторима Србије, и постало незаобилазни део многобројних гозби или закуски.

## Карактеристике јела
Златиборска чајанка је укусно предјело које у себи обједињује све намирнице које један прехрамбени производ треба да поседује, као нпр.: 
- елементарне вредности  — енергетске, емотивне, гастрономске,

- мирис и укус — посебну арому сушених и димљених производа, млечних и месних конзистентних производа.[2]

## Састојци
За припрему златиборске чајанке за 4 особе потребни су следећи састојци:
- 60 g говеђе ужичке пршуте
- 60 g свињске ужичке пршуте
- 40 g суџука
- 40 g дуван чварака
- 40 g сланине
- 60 g сира
- 120 g кајмака

## Сервирање
Златиборска чајанка се сервира као предјело на подлози од дрвета, порцелана, теракоте, ростфраја. Намирнице морају бити естетски сложене, и украшене декорацијом од сезонског поврћа. Може се служити уз ужичку препеченицу и домаћу погачу испод сача.